# Camponotus truncatus
Camponotus truncatus är en myrart som först beskrevs av Maximilian Spinola 1808.  Camponotus truncatus ingår i släktet hästmyror, och familjen myror. Inga underarter finns listade.

## Bildgalleri

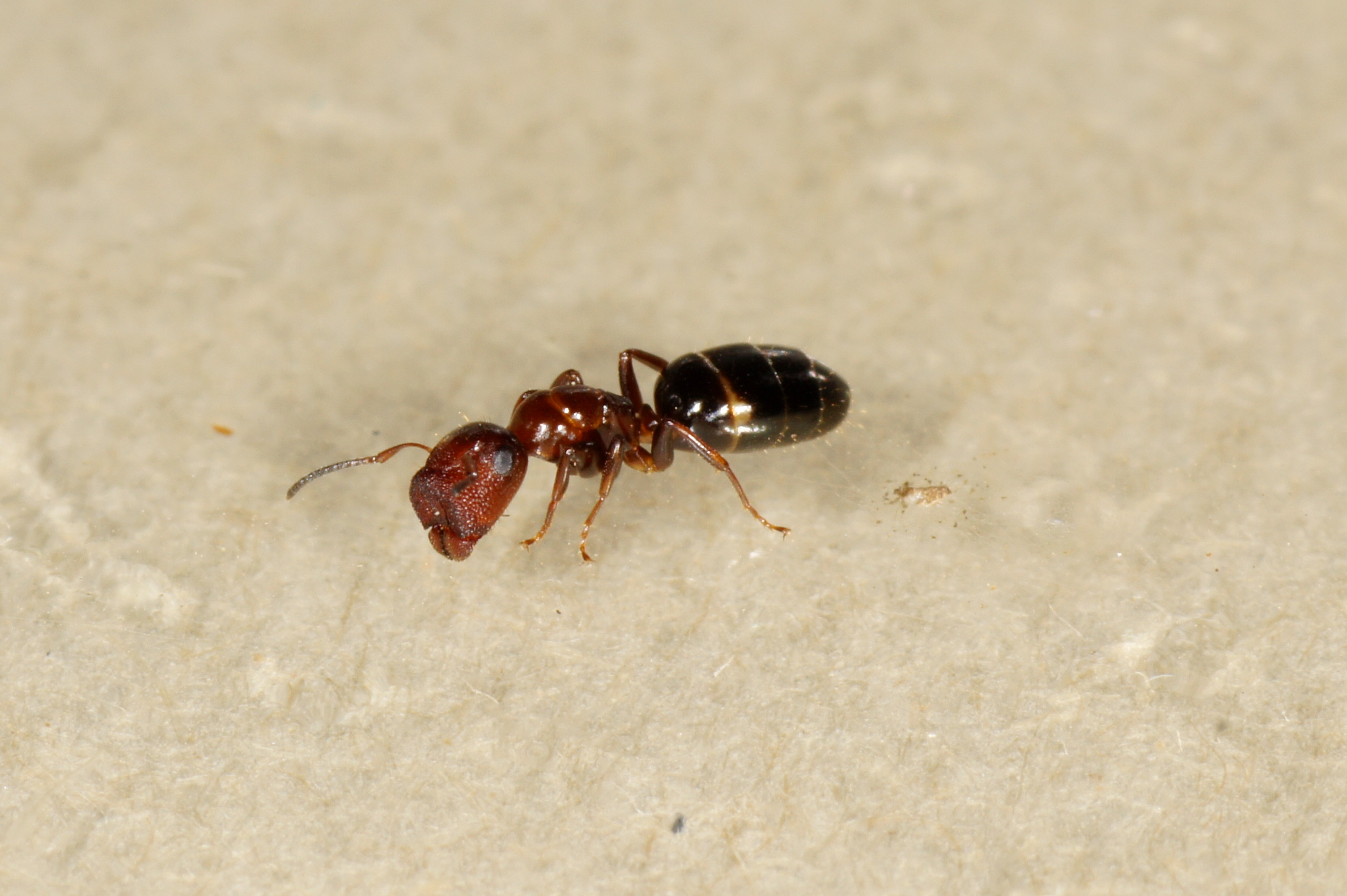
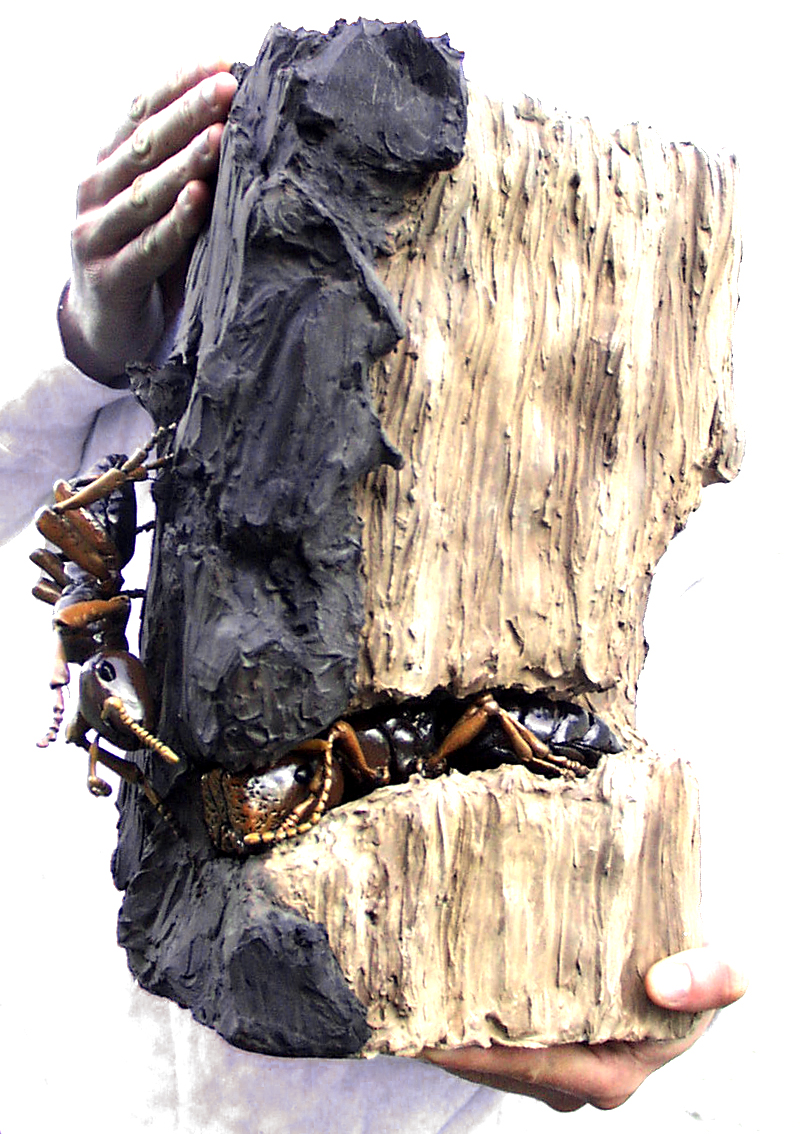